# 990 Yerkes
990 Yerkes, asteroid glavnog pojasa. Otkrio ga je George Van Biesbroeck, 23. studenog 1922.

## Vanjske poveznice
- Minor Planet Center